# Qonggyai
Qonggyai lub Qiongjie (tyb. འཕྱོངས་རྒྱས་རྫོང, Wylie: ′phyongs rgyas rdzong, ZWPY: Qonggyai Zong; chiń. upr. 琼结县; pinyin Qióngjié Xiàn) – powiat w południowo-wschodniej części Tybetańskiego Regionu Autonomicznego, w prefekturze Shannan. W 1999 roku powiat liczył 17 491 mieszkańców.